# لوید الینسون
لوید الینسون (انگلیسی: Lloyd Allinson؛ زادهٔ ۷ سپتامبر ۱۹۹۳) بازیکن فوتبال اهل بریتانیا است.
از باشگاه‌هایی که در آن بازی کرده‌است می‌توان به باشگاه فوتبال چسترفیلد اشاره کرد.